# شريف حتاتة
شريف حتاتة (13 سبتمبر 1923 – 22 مايو 2017) كان طبيبا وكاتبا وناشطا شيوعيا مصريا. وعضو مجلس أمناء حزب التحالف الشعبي الاشتراكي، توفي يوم الإثنين 22 مايو 2017 بألمانيا.

## النشأة
ولد حتاتة في مصر في 13 سبتمبر 1923، لأب مصري، فتح الله حتاتة باشا،  وأم إنجليزية. تلقى والده تعليما غربيا، وكان مالك أراضي إقطاعي، وكانت عائلته من الطبقة المتوسطة العليا. حتاتة، والذي نشأ في قرية في منطقة دلتا النيل، درس قليلا عن الزراعة، القطاع الذي اعتمدت عائلته عليه كمصدر للدخل. في العشرينات من عمره، شعر حتاتة بالسوء بسبب أوضاع الفلاحين -الذين عملوا لدى والده- المعيشية السيئة، وأعرب عن الاستياء أنه «وريث الإقطاعية وأحد أبنائها.»

## النشاط
في الأعوام التي تلت الحرب العالمية الثانية، تمت دعوة حتاتة للانضمام إلى منظمة «الشرارة» (إيسكرا) وقبل الدعوة، وهي واحدة من حركات مصر الشيوعية وتأسست في عام 1942 من قبل هليل شوارتز. ذكر حتاتة سبب الانضمام إلى إيسكرا قائلا أن الحركة اليسارية في مصر بشكل عام «تقدمية، منفتحة، غير تقليدية أو متعصبة»، بينما الحركات الإيديولوجية الأخرى تبدو مبنية على «الوطنية العاطفية.» في عام 1947، اندمجت إيسكرا مع الحركة الديمقراطية للتحرر الوطني (حدتو). في عام 1948، تم اعتقال حتاتة أثناء حملة مكافحة للشيوعية من قبل السلطات الملكية.
أطلق سراحه بعد أن تمت الإطاحة بالنظام الملكي من قبل مجموعة من الضباط الثوريين (حركة الضباط الأحرار) في يوليه عام 1952. في أعقاب ثورة 1952، أصبح عضوا في هيئة تحرير صحيفة صوت الفلاحين. عندما هرب اثنان من رفاق حتاتة في «حدتو» من الاحتجاز بقيا في منزل حتاتة مؤقتا. كان حتاتة تحت مراقبة الشرطة في ذلك الوقت، وبعد أن علم ذلك غادر الثلاثة لمنزل رفيق هارب آخر. ومع ذلك، تم تعقبهم واعتقالهم.
تم إطلاح سراح حتاتة والعشرات من الشيوعيين الآخرين خلال عهد جمال عبد الناصر في أبريل عام 1964. وعند الإفراج عنه، كان حتاتة من بين بعض أعضاء حدتو السابقين الذين آمنوا بأن الشيوعيين المصريين يمكنهم الاتحاد مع تنظيم جمال عبد الناصر «الاتحاد الاشتراكي العربي» (ASU)، الحزب الرسمي الوحيد في البلاد حينها. ونظروا إلى التنظيم على أنه حركة اشتراكية تقدمية. تزايد نقد ناصر للحزب في ذلك الوقت، مدعيا أنه مقصر في توجيه «الديمقراطية الاشتراكية» في مصر. في ديسمبر 1964، تمت إعادة تشكيل قيادة الاتحاد الاشتراكي مع إنشاء أمانة عامة بها 16 عضو، كان من بينهم ست شيوعيين، بما في ذلك حتاتة.

## الأسرة
كان حتاتة متزوجا من الكاتبة النسوية المصرية نوال السعداوي حتى عام 2010؛ كان الزوجان قد التقيا في عام 1964. كانا يعيشان في القاهرة، وكان لديهما منزل صغير في قرية حتاتة وسافرا إليها عدة مرات سنويا. أنجبا ابنا واحدا، عاطف، والذي يعمل مخرجا سينمائيا في مصر. من عام 2006 حتى وفاته، كان حتاتة متزوجا من الكاتبة والناقدة السينمائية المصرية أمل الجمل.

## مؤلفاته
- العين ذات الجفن المعدني (رواية) الطبعة الأولى 1974، الطبعة الثانية 1983
- الهزيمة (رواية) الطبعة الأولى 1978
- الشبكة (رواية) الطبعة الأولى 1981، الطبعة الثانية 1990
- قصة حب عصرية (رواية)
- نبض الأشياء الضائعة (رواية)
- عمق البحر (رواية)
- عطر البرتقال الأخضر (رواية)
- ابنة القومندان (رواية)
- الوباء (رواية)
- رقصة أخيرة قبل الموت (رواية) 2013
- النوافذ المفتوحة (سيرة ذاتية)
- طريق الملح والحب (يوميات)
- رحلة إلى آسيا (أدب رحلات)
- يوميات روائي رحال (يوميات)
- وفي الأصل كانت الذاكرة (يوميات)
- تجربتي في الإبداع (دراسات أدبية)
- فكر جديد في اليسار (كتابات سياسة)
- العولمة والإسلام السياسي (كتابات سياسية)
- فكر اليسار وعولمة رأس المال (كتابات سياسية)